# チュナール
チュナール（ヒンディー語：चुनार、Chunar）は、インドのウッタル・プラデーシュ州、ミールザープル県の都市。

## 歴史
チュナールの歴史は古く、かつてはCharanadriと呼ばれていた。
16世紀中ごろ、ムガル帝国の皇帝フマーユーンとスール朝のシェール・シャーがチュナールの支配をめぐって争った。
1574年、アクバルの時代の帝国領となった。
1772年、チュナールはイギリス東インド会社の占領下に置かれた。

## 人口
2011年の人口統計では、37,185人